# خبز الكاري
خبز الكاري (باليابانية: カレーパン) . (كاريبان، اي خبز المقلاة) هو طعام ياباني شهير يتكون من كاري ياباني ملفوف بقطعة عجينة، ثم يتم تغطيتها بفتات الخبز ومن ثم قليها. لكن في بعض الأحيان يتم خبزها بدلاً من عملية القلي، لكن يعتبر القلي العميق هو الطريقة الأكثر شيوعًا للطهي من حيث اعداد خبز الكاري، ويمكن الحصول على خبز الكاري من خلال المخابز والمتاجر الصغيرة.

## الثقافة الشعبية
رجل كاريبان (شخصية رجل خبز الكاري) هو واحد من الأبطال الخارقين في سلسلة أنبانمان، وهذه الشخصية مصنوعة برأس من كعكة مليئة بالكاري الأصفر الحار وبجلد بني وزي برتقالي اللون.
طبق الأرنب تشاو - يعد طبق جنوب أفريقي يتكون من رغيف مجوف من الخبز الأبيض محشي بالكاري.
خبز الكاري المنفوخ - معجنات مع حشوة الكاري